# Récit de l'institution

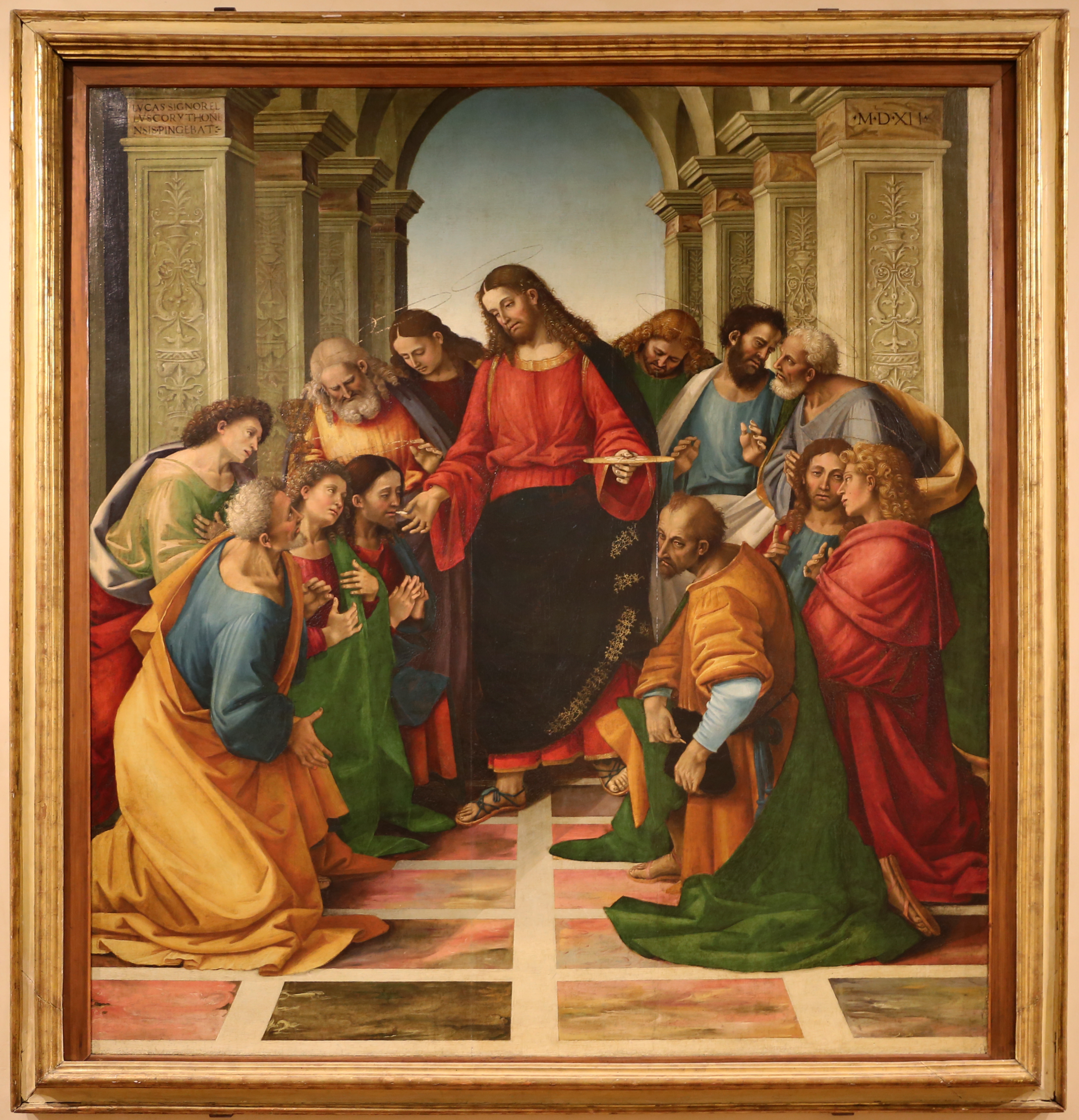
Luca Signorelli, La Communion des apôtres, 1512.

Le récit de l'institution, ou récit de l'institution de l'eucharistie, est un texte liturgique prononcé par un ministre du culte dans plusieurs rites chrétiens lors de la consécration du pain et du vin au cours de la messe. Ce récit reprend une partie de la Cène en citant notamment les mots prononcés par Jésus-Christ lorsqu'il institue l'Eucharistie. 
Ces paroles sont extraites des trois évangiles synoptiques (selon Marc,  selon Matthieu et selon Luc) ainsi que de la Première épître aux Corinthiens. Le récit de l'institution est notamment utilisé par l'Église catholique, l'Église orthodoxe et les Églises des trois conciles.

## Nouveau Testament

### Première épître aux Corinthiens

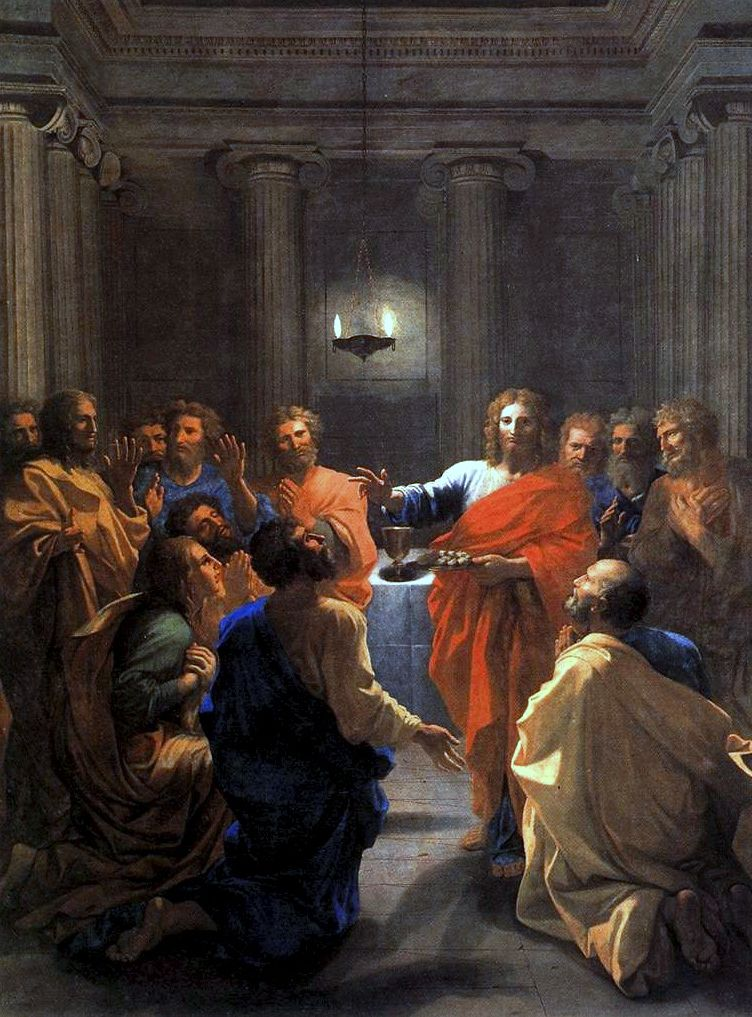
Nicolas Poussin, L'Institution de l'eucharistie (1640), musée du Louvre.

Selon la Première épître aux Corinthiens (11:23-26), dans la Traduction officielle liturgique de la Bible, faite par l'Association épiscopale liturgique pour les pays francophones :

« La nuit où il était livré, le Seigneur Jésus prit du pain, puis, ayant rendu grâce, il le rompit, et dit : « Ceci est mon corps, qui est pour vous. Faites cela en mémoire de moi. » Après le repas, il fit de même avec la coupe, en disant : « Cette coupe est la nouvelle Alliance en mon sang. Chaque fois que vous en boirez, faites cela en mémoire de moi. » Ainsi donc, chaque fois que vous mangez ce pain et que vous buvez cette coupe, vous proclamez la mort du Seigneur, jusqu’à ce qu’il vienne. »

### Évangiles synoptiques

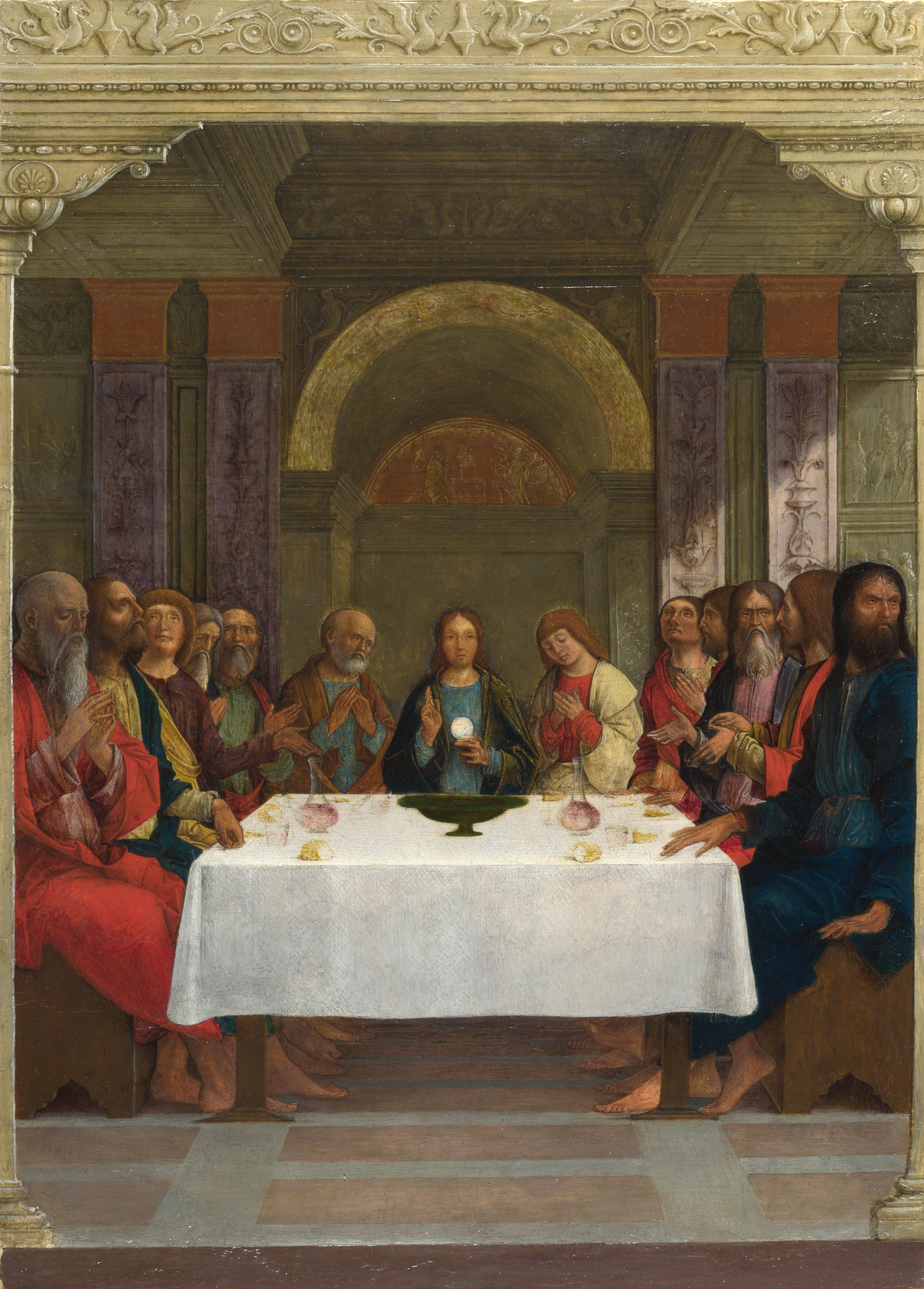
L'Institution de l'eucharistie, par Ercole de' Roberti (v. 1490), National Gallery, Londres.

Les citations suivantes sont extraites de la Traduction officielle liturgique de la Bible, faite par l'Association épiscopale liturgique pour les pays francophones (AELF) :
- Selon Marc  (14:22-26) :

« Pendant le repas, Jésus, ayant pris du pain et prononcé la bénédiction, le rompit, le leur donna, et dit : « Prenez, ceci est mon corps. »
Puis, ayant pris une coupe et ayant rendu grâce, il la leur donna, et ils en burent tous.
Et il leur dit : « Ceci est mon sang, le sang de l’Alliance, versé pour la multitude. »

- Selon Matthieu (26:26-28) :

« Pendant le repas, Jésus, ayant pris du pain et prononcé la bénédiction, le rompit et, le donnant aux disciples, il dit : « Prenez, mangez : ceci est mon corps. » Puis, ayant pris une coupe et ayant rendu grâce, il la leur donna, en disant : « Buvez-en tous, car ceci est mon sang, le sang de l’Alliance, versé pour la multitude en rémission des péchés. »

- Selon Luc (22:19-20) :

« Puis, ayant pris du pain et rendu grâce, il le rompit et le leur donna, en disant : « Ceci est mon corps, donné pour vous. Faites cela en mémoire de moi. Et pour la coupe, après le repas, il fit de même, en disant : « Cette coupe est la nouvelle Alliance en mon sang répandu pour vous. »